# Torrion Quartara
Il Torrion Quartara è una frazione di Novara di 2 207 abitanti; insieme ai rioni Cittadella, Rizzottaglia e Villaggio Dalmazia costituiva la Circoscrizione Sud della città, ormai abolite insieme a tutte le altre.
La frazione si trova a sud dell'abitato di Novara, circondata da risaie e campi di mais.

## Origine del nome e curiosità
Il Torrion Quartara prende il suo nome da un'antica torre che sorgeva in questa parte di campagna nel XIV secolo. Fu teatro della Battaglia della Bicocca, combattuta tra piemontesi e austriaci il 23 marzo 1849.
Dal 1956 vi è ubicato il Seminario vescovile "San Gaudenzio" per la formazione dei presbiteri della diocesi di Novara.
Il campo da calcio ospita la G.S. Pro Calcio Torrion Quartara 1990 che disputa il campionato amatoriale provinciale. La seconda parte del nome "quartara", risale all'epoca in cui questa zona era di proprietà del vescovo di Asti a far tempo già dal IX secolo. Siccome il proprietario risiedeva molto lontano (ad Asti appunto), ecco che per poterla coltivare si rivolse ad una persona di fiducia che pagava il "Quarto" del reddito proveniente dal terreno coltivato. Questa zona e la tenuta che le corrispondeva finì per essere indicata come "la Quartara", e da questa indicazione derivò l'attuale toponimo.
Ci troviamo al tempo dei servi della gleba, persone che non venivano indicate con un nome proprio loro, ma con il nome della località nella quale abitavano e vivevano. Quando per questioni anagrafiche e fiscali sorsero i cognomi per indicare i rami delle famiglie, il conduttore della tenuta Quartara venne indicato proprio con tale nome.
Alcuni discendenti nel corso degli anni riscattarono la loro condizione, lavorando al fianco dei principi parteciparono alla loro vita, vicende, ottenendo gradi e promozioni, fino a diventare nobili loro stessi per investitura. Ecco i conti Quartana di Asti, quelli di Alessandria. Uno dei membri di queste famiglie, il Conte Quartana, divenne aiutante de re Vittorio Emanuele II.

## Geografia fisica
Torrion Quartara si trova a sud di Novara ed è circondata da campi e risaie.
Il territorio è pianeggiante, con alcune collinette al confine con il quartiere Bicocca, che costituiscono la Valle dell'Arbogna, nel Terrazzo fluvio glaciale Novara-Vespolate.
Inoltre, il territorio è drenato da diversi corsi d'acqua tra i quali citiamo l'Agogna, l'Arbogna, il Cavo Dassi, il Cavo Prina (oggi non più utilizzato) ed il Cavo Canalino.